# 星雲目錄
星雲目錄（CN，Catalogue of Nebulae and Clusters of Stars）是威廉·赫歇爾在他的妹妹卡洛琳協助下編撰而成的星雲目錄，在1786年首度出版。後來，由他的兒子約翰·赫歇爾的擴充成GC星表（星雲和星團總表，General Catalogue of Nebulae and Clusters and Clusters of Stars）。CN和GC是J. L. E. Dreyer所編輯，目前仍被天文學家廣泛使用的星雲和星團新總表（NGC）的前身。

## 歷史
星雲目錄於1786年由威廉·赫歇爾首度在自然科學會報發表。在1789年，他增入了1,000個天體，在1802年再加入500個天體，使天體總數達到2,500個。
在1864年，CN由他的兒子約翰·赫歇爾擴充成GC星表。GC星表包含5,079天體。稍後，更完整刊登出來的諡作，稱為General Catalogue of 10,300 Multiple and Double Stars，包含10,300個多星和雙星天體。
在1878年，John Louis Emil Dreyer出版了增補的General Catalogue.。在1886年，他建議建立GC的第二個增補版，但英國皇家天文學會要求Dreyer編輯一個新的版本，這導致1888年NGC天體表的出版，之後在1895年兩次擴充的IC星表 and 1908.。

## 外部連結
- William Herschel's catalog of Deep Sky objects （页面存档备份，存于）
- . archive.org. 外部链接存在于|work= (帮助)